# حلقات ريا

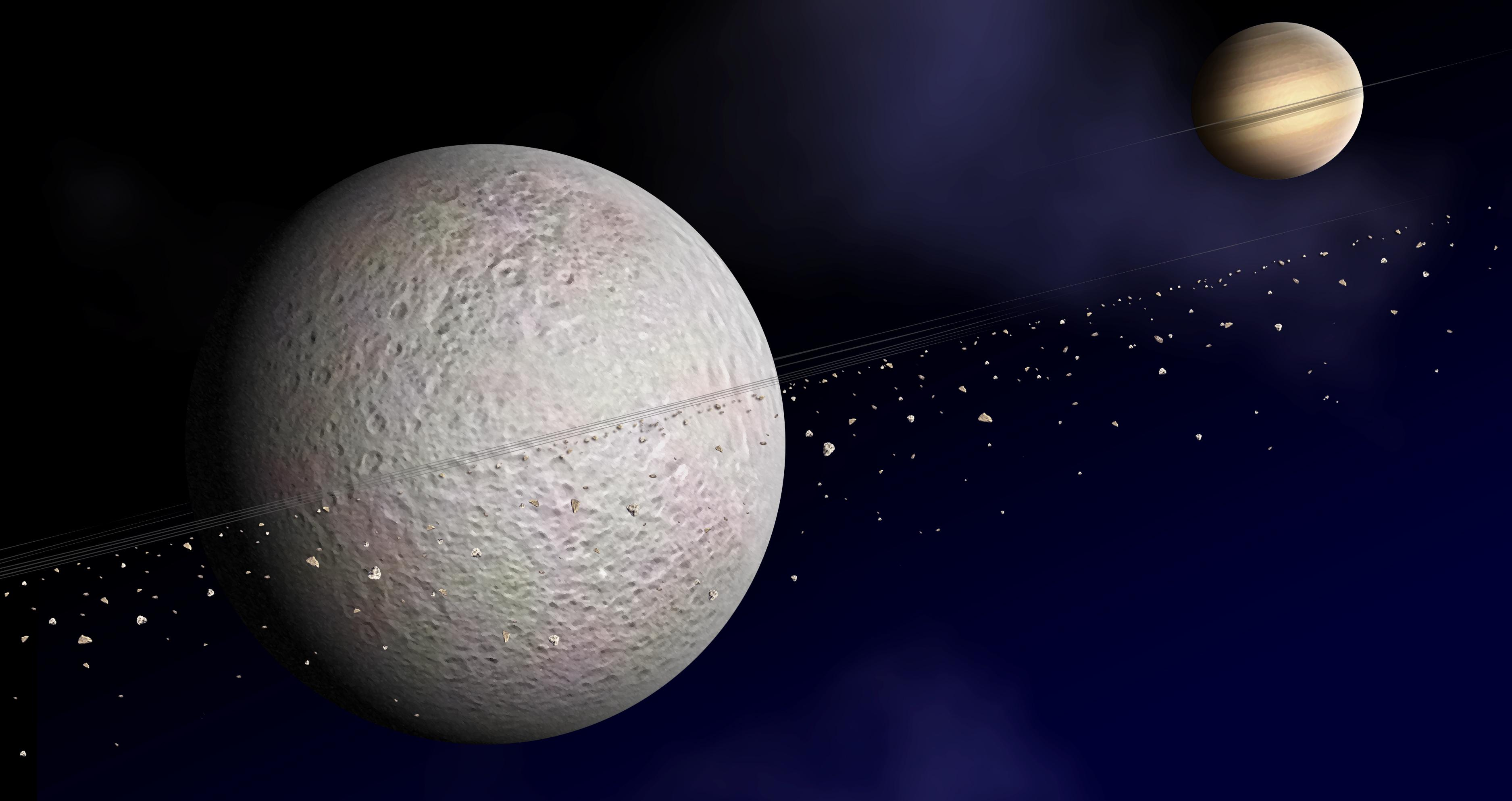
صورة فنية لحلقات ريا. تمت مضاعفة كثافة الجسيمات إلى حد كبير في الصورة بغرض الإيضاح.

قد يكون لقمر ريا التابع لكوكب زحل نظام حلقي ضعيف يتكون من ثلاثة نطاقات ضيقة وكثيفة نسبيًا داخل قرص الجسيمات المكونة له. في حال تأكيده، سيكون هذا أول اكتشاف لحلقات حول قمر. أُعلِن عن الاكتشاف المُحتمل في دورية ساينس في 6 مارس عام 2008.
في نوفمبر 2005، وجد مسبار «كاسيني» الفضائي أن الغلاف المغناطيسي لكوكب زحل مُستنزف من الإلكترونات النشطة بالقرب من ريا. وفقًا لفريق الاكتشاف، يمكن تفسير نمط الاستنزاف على أفضل وجه بافتراض امتصاص الإلكترونات من قِبل قرص من الجسيمات الصلبة حول خط الاستواء يتراوح قطرها بين عدة ديسيمترات إلى متر تقريبًا والذي يحتوي على العديد من الحلقات أو الأقواس الأكثر كثافة. فشل البحث البصري اللاحق لرصد الحلقة المُفترضة من عدة زوايا بواسطة كاميرا كاسيني ذات الزاوية الضيقة في العثور على أي دليل على تلك المواد المكونة للحلقة، وقد أُعلِن في أغسطس 2010 أنه من غير المحتمل أن ريا يمتلك حلقات، وأن سبب نمط الاستنزاف الخاص بريا الفريد من نوعه غير معروف. مع ذلك، تقترح سلسلة العلامات المزرقة حول خط الاستواء على سطح ريا حدوث تصادمات قديمة بين القمر ومواد الحلقات، بعد تدهور مداراتها، وتترك المعضلة دون حل.

## الكشف
لاحظ مسبار «فوياجر 1» استنزافًا واسعًا للإلكترونات النشطة المحصورة في المجال المغناطيسي لزحل حول ريا في عام 1980. أُخذت هذه القياسات، التي لم تُفسر قط، على بعد مسافة أكبر من تلك الخاصة بمسبار كاسيني.
في 26 نوفمبر 2005، قام مسبار كاسيني برحلة التحليق الوحيدة المُستهدفة بالقرب من ريا خلال مهمته الأساسية. حلق المسبار على ارتفاع نحو 500 كيلومتر فوق سطح ريا، مع اتجاه المجال المغناطيسي لزحل، ورصد حقل المخر البلازمي الناتج كما الحال مع أقمار زحل أخرى، مثل ديون وتثيس. في هذه الحالات، كان هناك انقطاع مفاجئ للإلكترونات النشطة عندما عبر كاسيني ظل البلازما الخاص بالأقمار (المناطق التي حجبت فيها الأقمار بلازما الغلاف المغناطيسي من الوصول إلى كاسيني). مع ذلك، ففي حالة ريا، بدأت شدة بلازما الإلكترونات بالانخفاض قليلًا على بعد ثمانية أضعاف تلك المسافة، وانخفضت تدريجيًا حتى حدوث الانقطاع المتوقع عندما دخلت كاسيني ظل بلازما ريا. تتوافق هذه المسافة الممتدة مع نطاق هيل، وهي مسافة تمتد لـ 7.7 أضعاف نصف قطر ريا تهيمن عليها جاذبية ريا بدلًا من جاذبية زحل. عندما خرجت كاسيني من ظل بلازما الخاص بريا، انعكس النمط: حدثت زيادة حادة في أعداد الإلكترونات النشطة، ثم زيادة تدريجية حتى نصف قطر نطاق هيل الخاص بريا.
تشابه هذه القراءات تلك الخاصة بقمر «إنسيلادوس»، حيث تمتص الانبعاثات المائية من القطب الجنوبي بلازما الإلكترونات. مع ذلك، ففي حالة ريا، فإن نمط الامتصاص متماثل. بالإضافة إلى ذلك، رصدت أداة التصوير المغناطيسي (إم آي إم آي) تخلل ثلاثة انخفاضات حادة في تدفق البلازما ذلك التدرج المعتدل على كل جانب من القمر، وهو نمط كان متماثلًا تقريبًا.
في أغسطس 2007، مرت كاسيني عبر ظل بلازما ريا مرة أخرى، ولكن أبعد على طول اتجاه تدفق المجال. كانت القراءات مماثلة لقراءات فوياجر 1. بعد ذلك بعامين، في أكتوبر 2009، أُعلِن أن مجموعة بقع من الأشعة فوق البنفسجية الصغيرة الساطعة الموزعة على طول ثلاثة أرباع محيط ريا، في حدود درجتين حول خط الاستواء، قد تمثل دليلًا آخر على وجود الحلقات. من المحتمل أن تمثل البقع نقاط تصادم مواد الحلقات مع السطح بعد تدهور مداراتها.
لا توجد صور أو عمليات رصد مباشرة للمواد التي يُعتقد أنها تمتص البلازما، ولكن سيكون من الصعب كشف المواد المُرشحة لذلك بشكل مباشر. لم تكتشف عمليات الرصد الأخرى خلال تحليق كاسيني المُستهدف في 2 مارس 2010 أي دليل على وجود مواد الحلقات المدارية.

## وصلات خارجية
- NASA podcast نسخة محفوظة 10 مارس 2008 على موقع واي باك مشين.